# SK디앤디
SK디앤디(SK D&D)는 SK그룹 계열의 대한민국의 종합 부동산 기업이다.

## 인적분할
2024년 신재생에너지 전문회사인 SK이터닉스가 SK디앤디로부터 인적분할하여 상장하였다.

### 같이 보기
- 태영그룹